# Valdemarsviks samrealskola
Valdemarsviks samrealskola var en realskola i Valdemarsvik verksam från 1922 till 1969.

## Historia
Skolan inrättades 1918 som en högre folkskola, vilken 1 januari 1922 ombildades till en kommunal mellanskola.  Denna ombildades från 1944 successivt till Valdemarsviks samrealskola.
Realexamen gavs från 1922 till 1969.